# كويسي أبياه
كويسي أبياه (بالإنجليزية: Kwesi Appiah)‏ (مواليد 12 أغسطس 1990) هو لاعب كرة قدم غاني يلعب حاليًا لصالح نادي كامبريدج يونايتد على سبيل الإعارة من نادي كريستال بالاس.

## الأهداف الدولية
| #  | التاريخ       | الملعب                                       | الخصم | الهدف | النتيجة | البطولة                  |
| -- | ------------- | -------------------------------------------- | ----- | ----- | ------- | ------------------------ |
| 1. | 1 فبراير 2015 | ملعب مالابو الجديد، مالابو، غينيا الاستوائية | غينيا | 2–0   | 3–0     | كأس الأمم الأفريقية 2015 |

## إحصائيات

### المنتخب
آخر تحديث 8 فبراير 2015.
| المنتخب | السنة   | الظهور | الأهداف |
| ------- | ------- | ------ | ------- |
| غانا    | 2015    | 4      | 1       |
| المجموع | المجموع | 4      | 1       |

## روابط خارجية
- كويسي أبياه على موقع قاعدة بيانات كرة القدم.إي يو (الإنجليزية)
- كويسي أبياه على موقع ناشيونال فوتبول تيمز (الإنجليزية)
- كويسي أبياه على موقع Soccerbase.com (لاعب) (الإنجليزية)
- كويسي أبياه على موقع Soccerway.com (الإنجليزية)
- كويسي أبياه على موقع عالم كرة القدم.نت (الإنجليزية)
- كويسي أبياه على موقع AS.com (الإسبانية)